# Mörtegöl (Målilla socken, Småland)
Mörtegöl är en sjö i Hultsfreds kommun i Småland och ingår i Emåns huvudavrinningsområde.